# Amintes d'Alabanda
Amintes d'Alabanda (en grec antic Αμύντας) era el fill de l'oficial persa Bubares casat amb Gigea, germana d'Alexandre I de Macedònia i filla d'Amintes I.
Va rebre el nom del seu avi, que governava Macedònia com a súbdit persa des del 511 aC. Més tard, el rei Xerxes I de Pèrsia va donar a Amintes la ciutat Cària d'Alabanda. Amintes va ser segurament el successor directe del tirà Aridolis.